# Azerailles
Azerailles è un comune francese di 866 abitanti situato nel dipartimento della Meurthe e Mosella, nella regione del Grand Est.

## Società

### Evoluzione demografica
Abitanti censiti